# Ambelania macrophylla
Ambelania macrophylla é uma espécie de planta do gênero Ambelania.  

## Taxonomia
A espécie foi descrita em 1860 por Johannes Müller Argoviensis. 